# In de Goublome
Het huis genaamd In de Goublome is een herenhuis en voormalige brouwerij te Gent. Het is een rococo-huis met bepleisterde gevel uit 1747, en een beschermd monument.

## Beschrijving
De voorgevel van het huis In de Goublome is een kleine rococo gevel uit het Lodewijk XV tijdperk. De gevel bestaat uit vijf traveeën en twee bouwlagen onder een mansardedak met twee dakkapellen.
De middentravee is geflankeerd door geblokte pilasters met een Korinthisch kapiteel. Boven de deur is een oculus die aan de onderzijde versierd is met een grijnzende figuur. Daarboven is er een klein balkon met rondboogvenster en ijzeren balustrade. Een bas-reliëf stelt een goudsbloem in bloei voor, met de gebeeldhouwde tekst: in de goublome. De middentravee is één verdieping hoger opgetrokken en bekroond met een driehoekig fronton.
De borstweringen zijn voorzien van rocailleversieringen in stuc. De gekoppelde rechthoekige vensters op de verdieping hebben een consolebekroning op houten makelaar. In de fries van het bekronend hoofdgestel met sierlijke trigliefen staat het jaartal 1747.

## Historiek
Op 17 maart 1747 kreeg Gaspard Couvreur, eigenaar van het huis alwaer voor teecken uytsteekt de gauwblome, de goedkeuring om de gevel aan de straatkant af te breken en opnieuw op te bouwen, tot het embelissement van de stad.
In de 19de eeuw was in dit gebouw een brouwerij. In het begin van de 20ste eeuw waren er achtereenvolgens een winkel in heiligenbeelden (Maison Fazzi) en een borstelfabriek (G. Sintobin) gevestigd. In het midden van de 20ste eeuw kwam er een apotheek. In die periode werd ook de deuropening gemaakt zoals die op het oorspronkelijk plan uit 1747 bedoeld was.
Op 26 maart 1990 werd een reeks 18de-eeuwse gebouwen in Gent definitief beschermd als monument of stadsgezicht, waaronder het huis zogenaamd "De Goublomme" gelegen Steendam 112.

## Voormalige brouwerij
"De Goublome" was een van de vele brouwerijen in de Steendam en directe omgeving. De vorm van dit gebouw is  kenmerkend voor de kleine brouwerijen uit het ancien régime: vooraan het brouwershuis met aan de zijkant een inrijpoort die leidde naar een achterbouw waar de brouwersketels opgesteld stonden. Het water dat nodig was voor het brouwen werd via loden buizen vanuit de Leie aangevoerd. De rocaillemotieven op de borstwering van de eerste verdieping droegen ooit de typische brouwerssymbolen: stuikmand en roerstok. In de 20ste eeuw waren deze verdwenen. Bij de restauratie in 1997 werden in de rocailleversieringen de apothekerssymbolen aangebracht: slang en mortier.
In de onmiddellijke nabijheid van "De Goublome", staat op huisnummer 79 de hardstenen klokgevel van "De Vier Heemskinderen". Naast het gevelornament met de voorstelling van de vier Heemskinderen boven de originele ingangsdeur staan de attributen van het brouwersambt afgebeeld: struikmand en roerstok.
Wat verder in de Steendam staat op huisnummer 74 het gebouw waaruit zich later de brouwerij Excelsior zou ontwikkelen. Twee ruiten met de attributen van het brouwersambt flankeren het zoldervenster.

## Fotogalerij

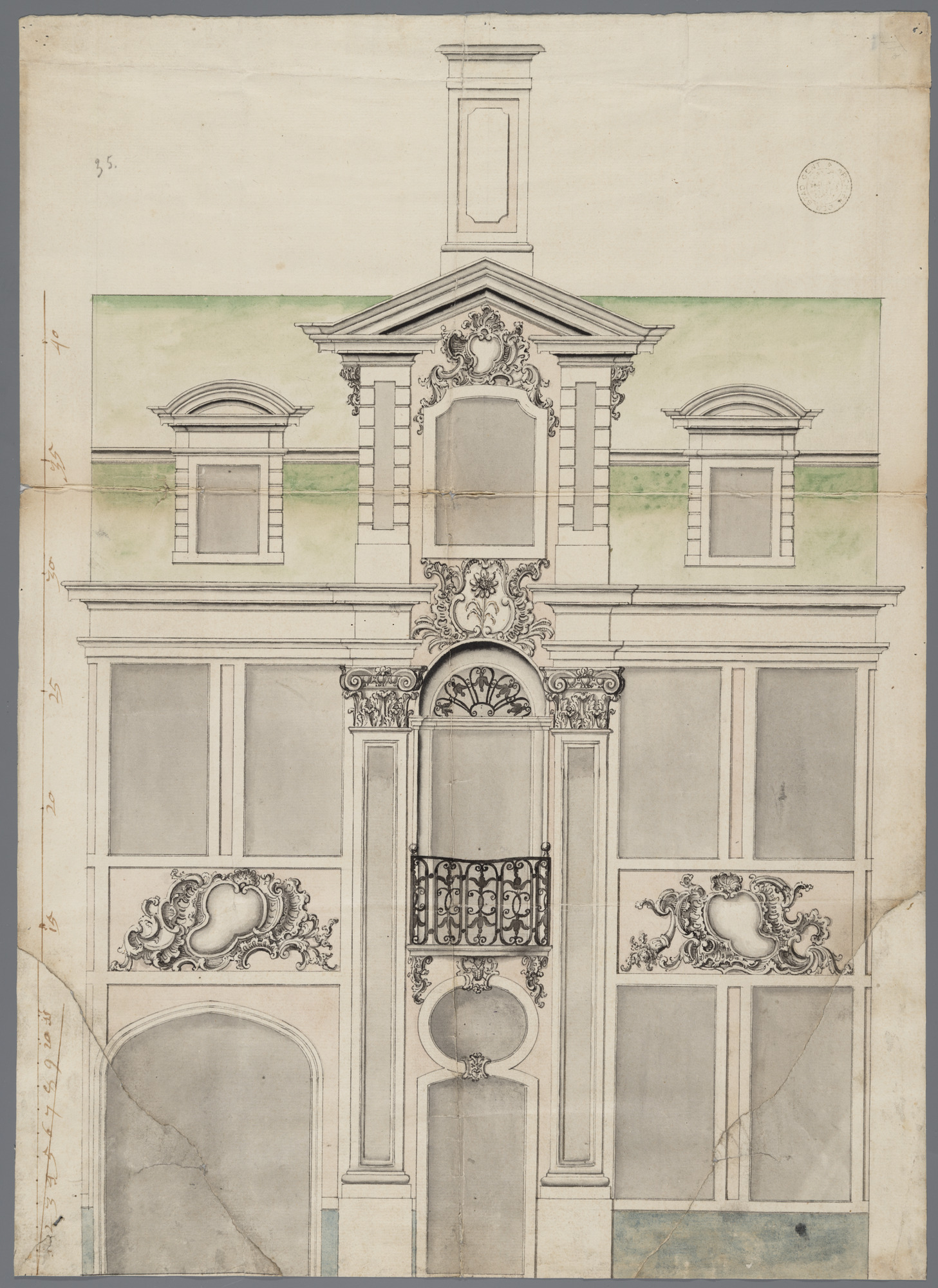
1747
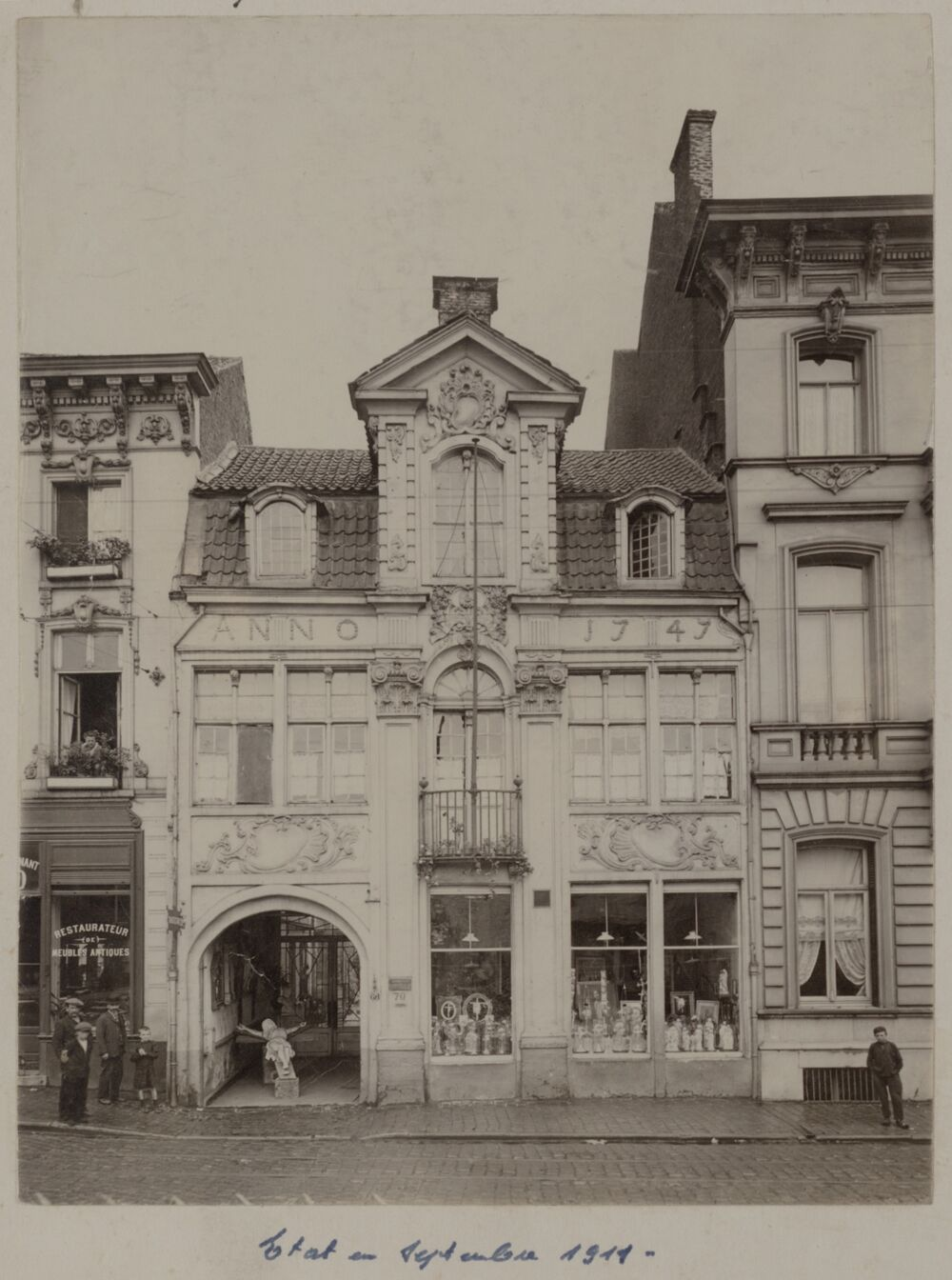
1911
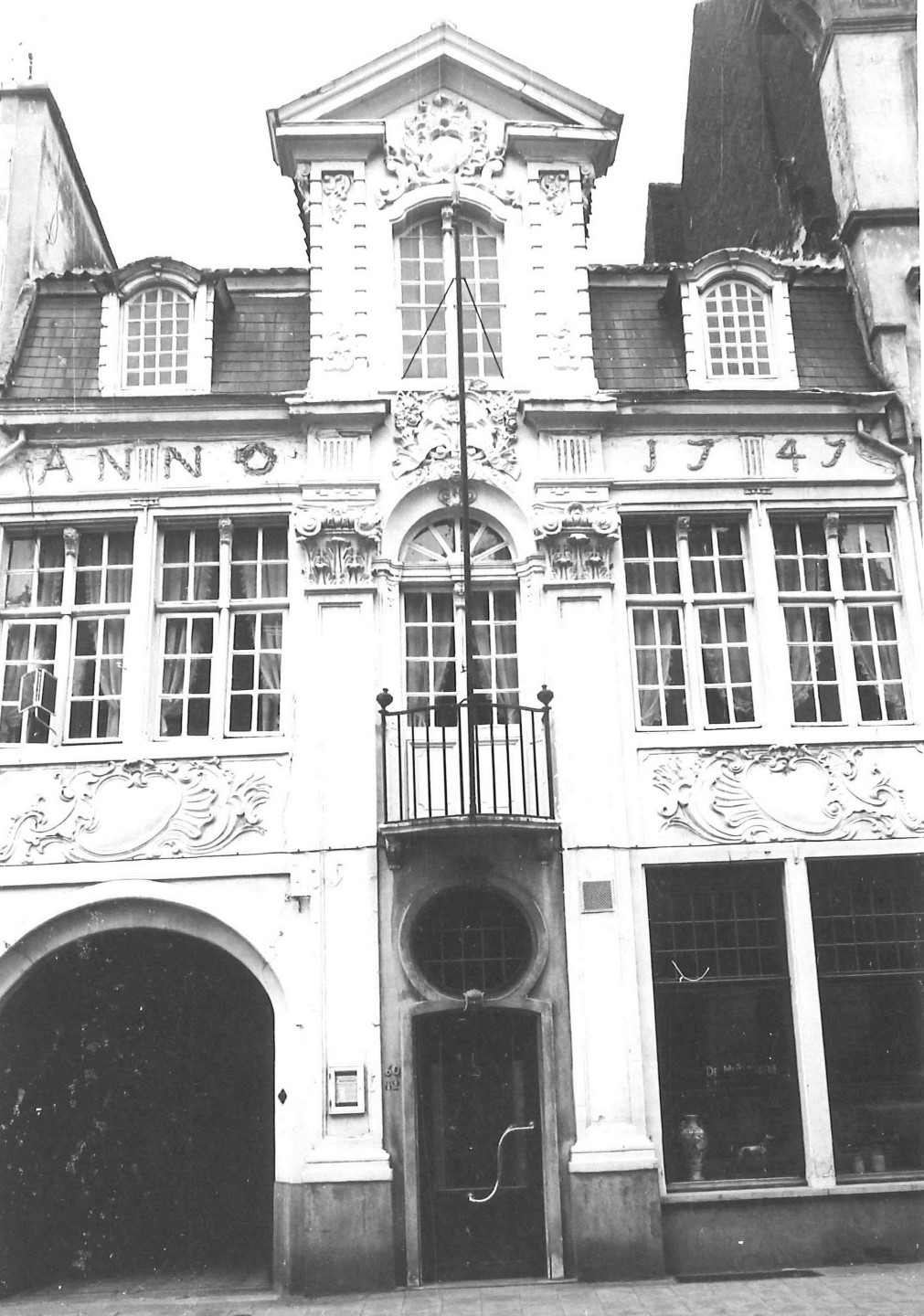
1975
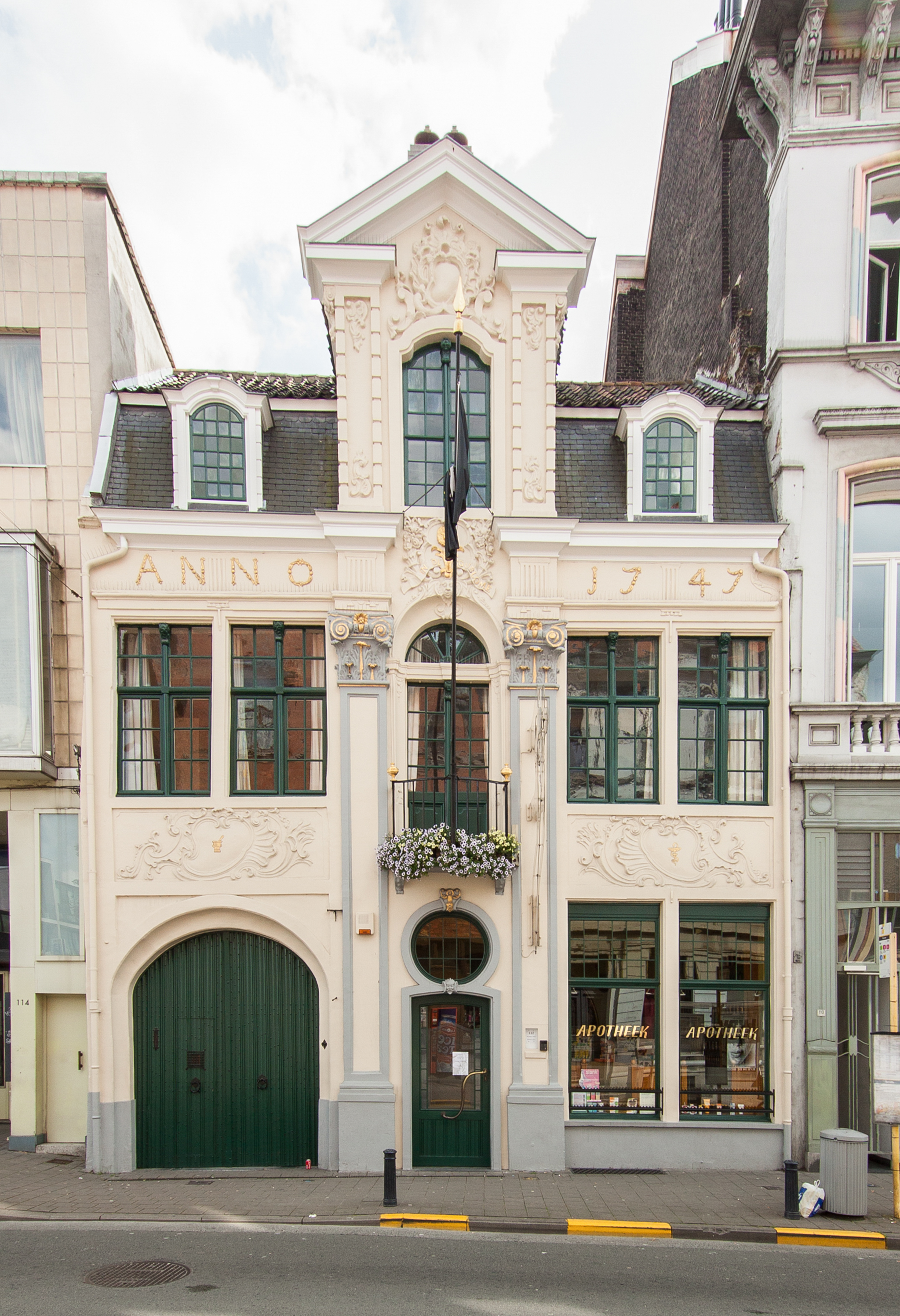
2014
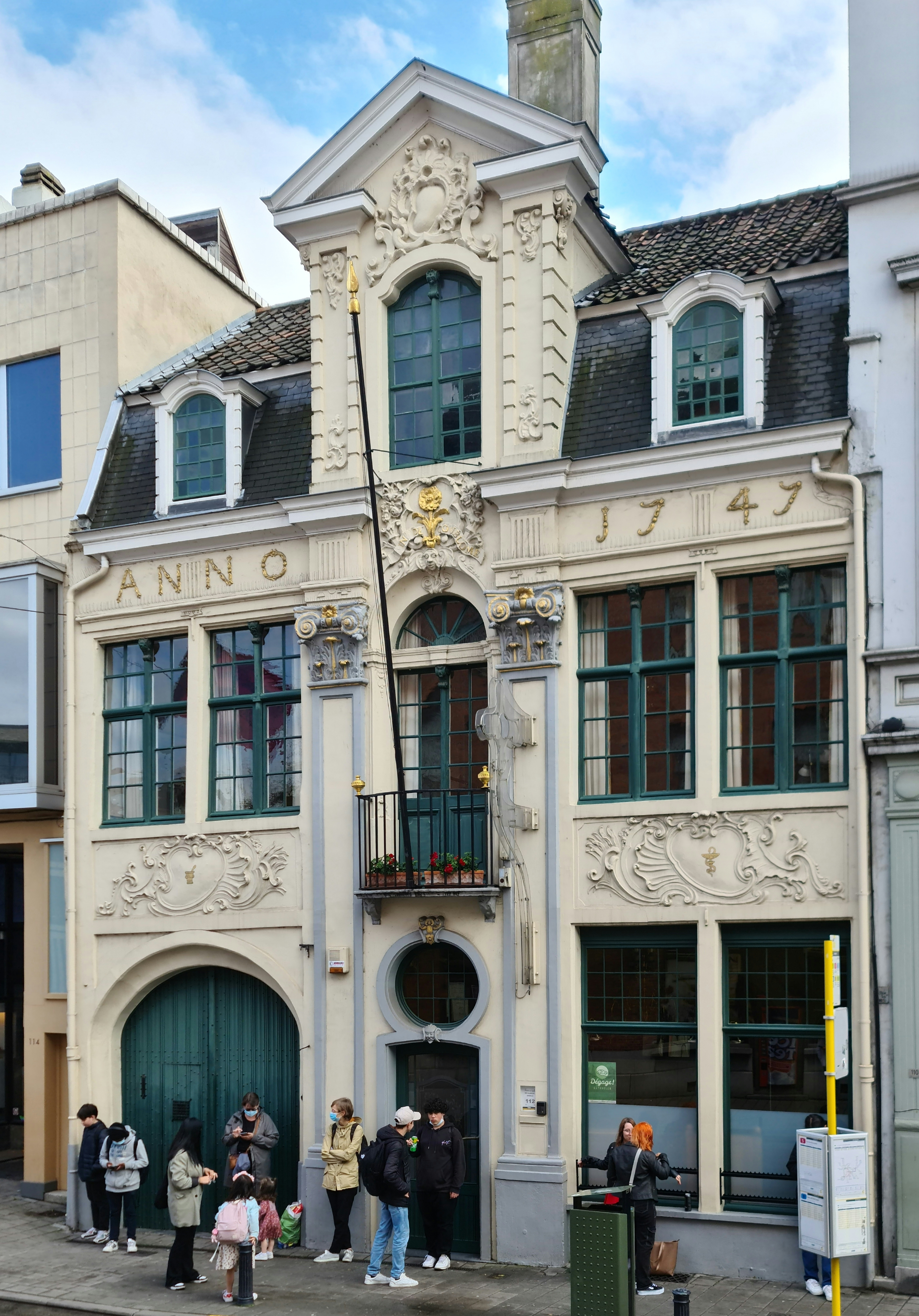
2022
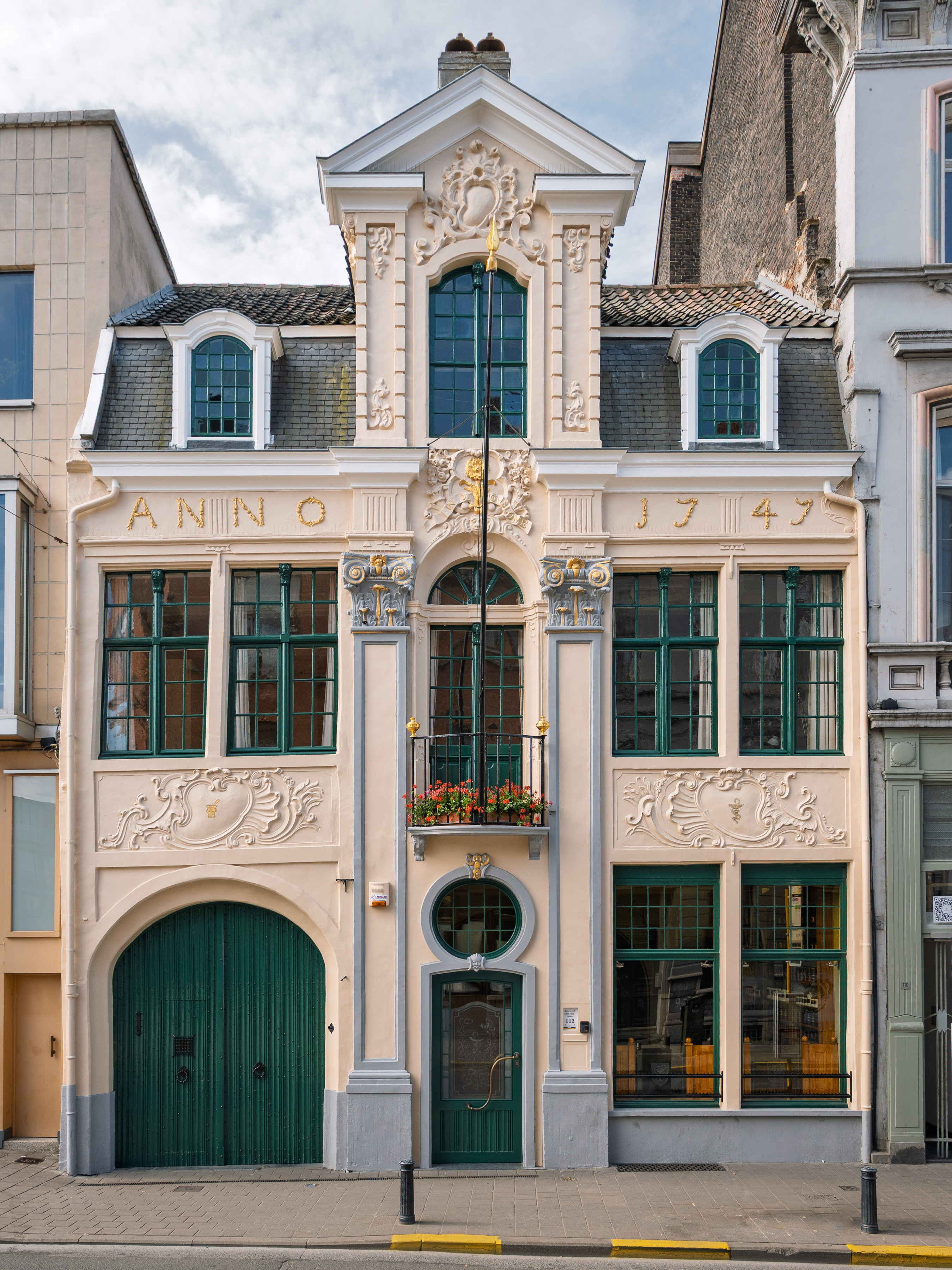
2025